# La Lumière de l'espoir
La Lumière de l'espoir (en catalan : La llum d'Elna) est un téléfilm espagnol de Sílvia Quer diffusé en 2017.
Il se déroule en 1942 et raconte la lutte d'Élisabeth Eidenbenz pour sauver la maternité suisse d'Elne, une maternité située à Elne, dans le Sud de la France, dans laquelle elle accueille des femmes réfugiées de la guerre d'Espagne puis de la Seconde Guerre mondiale.